# Кулик Тарас Анатолійович
Тара́с Анато́лійович Кули́к (народився 20 грудня 1996 у Володьковій Дівиці — помер 3 березня 2023 у Донецькій області) — український військовик, загинув на російсько-українській війні. Нагороджений орденом «За мужність».

## Життєпис
В шкільні роки захоплювався спортом, зокрема футболом. Закінчив Володьководівицьку школу та залізничне училище. Працював на залізниці.
Був дуже відповідальним, з повагою ставився до жінок, дуже любив маму, був єдиною дитиною у сім'ї.
Власне, усвідомлення того, що він, чоловік, має захищати жінок та дітей, спонукало його стати до лав Збройних Сил України. Він ніс службу в гранатометному відділенні протитанкового взводу II механізованого батальйону військової частини.
3 березня поблизу населеного пункту Міньківка, Донецької області під час оборони взводного опорного пункту внаслідок обстрілу з боку збройних формувань російського агресора Тарас дістав смертельне поранення.
Мати: Наталія Миколаївна, батько Анатолій Миколайович, військовослужбовець ЗСУ.
Поховано Тараса Кулика в рідному селі.

## Відзнаки
Орден «За мужність» ІІІ ступеня (посмертно).